# Gaius Furnius (Volkstribun)
Gaius Furnius (* um 85 v. Chr.; † nach 17 v. Chr.) entstammte dem römischen Geschlecht der Furnier und war ein Politiker und Redner der ausgehenden Römischen Republik.

## Freundschaft mit Cicero
Der rednerisch begabte Gaius Furnius schloss sich in seinen jüngeren Jahren dem einflussreichen römischen Staatsmann und Redner Marcus Tullius Cicero an. 51 v. Chr. verwaltete Cicero die Provinz Kilikien, wollte aber eine Verlängerung seiner Statthalterschaft verhindern und bat u. a. den sich damals um das Volkstribunat bewerbenden Furnius, in diesem Sinne zu wirken. Furnius kam diesem Ansuchen als Volkstribun 50 v. Chr. auch eifrig nach. Doch Cicero war mit der in Furnius’ Plebiszit enthaltenen Forderung unglücklich, dass seine Rückberufung nur dann erfolgen solle, wenn die römerfeindlichen Parther bis August 50 v. Chr. keine Einfälle machen würden, da solche häufig schon im Juli erfolgten. Furnius setzte sich auch dafür ein, dass die Verdienste des Redners um Kilikien entsprechend gewürdigt wurden. In seiner Eigenschaft als Volkstribun wandte er sich sodann gegen die Forderung der Optimaten, auf deren Seite Gnaeus Pompeius Magnus stand, dass Gaius Iulius Caesar sofort seine Provinz Gallien abzugeben hätte.
Als es daher im nächsten Jahr (49 v. Chr.) zum Bürgerkrieg zwischen Caesar und Pompeius kam, trat Furnius auf die Seite Caesars, dem er mehrmals als Unterhändler mit Cicero diente. Nachdem Caesar 44 v. Chr. einer Verschwörung zum Opfer gefallen war, wurde Furnius ein Legat des Statthalters von Gallia Comata, Lucius Munatius Plancus. Er informierte Cicero während der militärischen Auseinandersetzungen des Senates mit dem späteren Triumvirn Marcus Antonius in nicht erhaltenen Briefen u. a. über die Truppenbewegungen in Gallien und Spanien und fungierte diesmal als Vermittler zwischen Plancus und dem Senat. Seinem im Jahr 43 v. Chr. unternommenen Versuch, Prätor zu werden, stand Cicero ablehnend gegenüber; in Gallien würde Furnius der Republik gegen Antonius nützlicher sein.

## Anhänger des Antonius
Furnius schloss sich nach dem Sieg der Triumvirn – zuerst gegen den Senat, dann gegen die Caesarmörder – Marcus Antonius an und unterstützte dessen Bruder Lucius Antonius gegen den vom makedonischen Kriegsschauplatz nach Italien zurückgekehrten Octavian. Im Perusinischen Krieg verteidigte er 41 v. Chr. die umbrische Stadt Sentinum, verlor sie allerdings an Octavians Feldherrn Quintus Salvidienus Rufus Salvius. Im Winter 41/40 v. Chr. gehörte er zu jenen, die zusammen mit Lucius Antonius in Perusia von feindlichen Truppen eingeschlossen waren und schließlich aufgrund einer Hungersnot kapitulieren mussten. Mit zwei weiteren Abgesandten verhandelte er die Übergabe der Stadt und wurde dabei von Octavian äußerst zuvorkommend behandelt; die Antonianer hegten deshalb sogar schon Zweifel an seiner Treue.
40 v. Chr. versöhnten sich Marcus Antonius und Octavian wieder und im nächsten Jahr erzielten die beiden Machthaber auch eine kurzzeitige Verständigung mit Sextus Pompeius im Vertrag von Misenum. Danach rüstete Antonius gegen die in Kleinasien eingefallenen Parther. In Antonius’ Auftrag ging Furnius nach Nordafrika, um von dort vier Legionen für den Kampf gegen die gefährlichen Romfeinde zu holen.
Für den im Osten des Römischen Reichs unumschränkt herrschenden Antonius übernahm Furnius 36/35 v. Chr. die Regierung der Provinz Asia. Unterdessen waren schon bald nach dem Vertrag von Misenum wieder Kämpfe zwischen Octavian und Sextus Pompeius entbrannt. Letzterer musste 36 v. Chr. in der Seeschlacht bei Naulochos eine entscheidende Niederlage hinnehmen und floh in den Machtbereich des Antonius. Er landete auf Lesbos, veranstaltete Rüstungen und setzte seine Truppen Anfang 35 v. Chr. während Verhandlungen mit Antonius nach Kleinasien über. Furnius hinderte ihn nicht daran, da er dazu nicht über ausreichend Soldaten verfügte und Antonius ihm auch noch keine entsprechenden Befehle übermittelt hatte. Trotz Pompeius’ Protest rief Furnius aber Gnaeus Domitius Ahenobarbus und den Galaterkönig Amyntas zu Hilfe. Nachdem Pompeius erste Kämpfe geliefert hatte, wurde er von Furnius’ starken Kavallerieeinheiten im Hafen der Achäer in der Troas eingeschlossen. Er konnte sich befreien und weitere Erfolge erzielen. Als jedoch Marcus Titius mit einer großen Flotte erschien, zog Pompeius mit seinem Heer ins Innere Bithyniens. Furnius, Titius und Amyntas nahmen die Verfolgung auf. Pompeius wurde von ihnen eingeholt und stimmte nach Verhandlungen mit Furnius zu, sich diesem zu ergeben. Doch Furnius hatte offenbar nicht die Befugnis zum Abschluss eines solchen Abkommens und verwies Pompeius an Titius, da dieser anscheinend den Oberbefehl über die Truppen hatte. Pompeius wollte sich indessen keinesfalls Titius unterwerfen, wurde daraufhin durch Verrat gefangen genommen und von Titius hingerichtet.
In dem seit 33 v. Chr. tobenden Propagandakrieg, der dem Entscheidungskampf zwischen Antonius und Octavian um die Alleinherrschaft im Römischen Reich vorausging, wurde am Rande auch Furnius zum Thema gemacht. Die octavianische Seite spielte die Teilnahme von Antonius’ Geliebter Kleopatra VII. an der militärischen Auseinandersetzung zwischen den Triumvirn zu einem Skandal hoch. Antonius’ Biograph Plutarch berichtet, dass Gaius Calvisius Sabinus, ein Parteigänger Octavians und Konsul von 39 v. Chr., durch allerlei Behauptungen den angeblich schädlichen Einfluss der ägyptischen Monarchin während der Kriegsvorbereitungen nachzuweisen suchte. In diesem Zusammenhang führte Sabinus u. a. aus, dass Furnius, „einer der besten Redner Roms“, gerade eine Rede während einer unter Antonius’ Vorsitz tagenden Gerichtsverhandlung gehalten habe, als Kleopatras Sänfte vorbeigetragen worden sei. Daraufhin habe Antonius seinen Posten verlassen und sei seiner Geliebten gefolgt. Durch dieses Vorkommnis, so wollte Sabinus offenbar vermitteln, sei die Würde der Gerichtsverhandlung gestört worden. Allerdings fand Sabinus mit seinen Behauptungen bei seiner Zuhörerschaft wenig Glauben. Plutarchs Hervorhebung von Furnius’ rednerischer Gewandtheit und Tätigkeit wird auch von anderen antiken Schriftstellern bestätigt; dafür spricht auch seine oftmalige Verwendung als Unterhändler.

## Begnadigung durch Octavian und Tod
Nach Octavians Sieg über Antonius (30 v. Chr.) wurde Furnius verschont, weil sich sein gleichnamiger Sohn sehr für ihn bei Octavian eingesetzt hatte. Als nunmehriger Alleinherrscher wurde Octavian zum Kaiser Augustus und erhob Furnius 29 v. Chr. in den Rang eines Konsularen. Furnius blieb aber fortan politisch einflusslos und starb erst nach dem Konsulat seines Sohnes, das dieser 17 v. Chr. bekleidete.